# Coupe du monde de football 1954
Navigation
Brésil 1950 Suède 1958
La Coupe du monde de football 1954 est la cinquième édition de la Coupe du monde de football. Elle se tient en Suisse du 16 juin au 4 juillet 1954. Cette édition voit la victoire en finale de la RFA contre la Hongrie par 3 buts à 2. En raison du rapport de forces entre les deux équipes (la Hongrie était donnée largement favorite par rapport à la RFA), la victoire de l'Allemagne est surnommée «Das Wunder von Bern» (le miracle de Berne) en allemand. La défaite des Hongrois, qui survient après quatre ans d'invincibilité, reste à jamais l'un des plus grands échecs de l'histoire du football, tant l'équipe hongroise impressionnait par la qualité de son jeu. Bien que le titre de champion du monde manque à son palmarès, elle est considérée comme l'une des plus grandes et des meilleures de l'histoire.

## Préparation de l’événement

### Contexte
Choisie dès 1946 pour accueillir la Ve Coupe du monde, la Suisse dispose d'un délai confortable pour préparer l'évènement, programmé pour 1954. Elle possède des infrastructures footballistiques bien plus développées que le Brésil, hôte du mondial quatre ans plus tôt. Finalement, seul le Stade Saint-Jacques est construit à Bâle, pour un coût de trois millions de CHF.

### Désignation du pays organisateur
Après l’arrêt de la compétition en raison de la Seconde Guerre mondiale, le Brésil et la Suisse sont les seuls pays à poser leurs candidatures pour l’organisation respective des Coupes du monde 1949 et 1951. Ils sont désignés comme pays hôtes de ces deux tournois le 26 juillet 1946 lors du congrès de la FIFA à Luxembourg. Le 27 juillet 1948, les Coupes du monde 1949 et 1951 sont reprogrammées en 1950 et 1954, retrouvant ainsi le rythme quadriennal les années paires lorsque les Jeux olympiques ne sont pas organisés (comme c’était le cas avant-guerre avec les mondiaux de 1930, 1934 et 1938).

### Villes retenues et stades
| \| Bâle Berne Genève Lausanne Lugano Zurich \| Sites de la Coupe du monde 1954 |
| Bâle Berne Genève Lausanne Lugano Zurich                                       |

- Bâle : Stade Saint-Jacques (50 000 places)
- Berne : Stade du Wankdorf (65 000)
- Genève : Stade des Charmilles (35 000)
- Lausanne : Stade de la Pontaise (50 000)
- Lugano : Stade Cornaredo (32 000)
- Zurich : Stade du Hardturm (40 000)

## Équipes qualifiées
45 équipes sont inscrites pour les tours préliminaires de la Coupe du monde 1954. L'équipe du pays-hôte, la Suisse, est qualifiée d'office.
Europe
- Suisse (pays organisateur)
- France
- Autriche
- Belgique
- Tchécoslovaquie
- Angleterre
- Allemagne de l'Ouest
- Hongrie
- Italie
- Yougoslavie
- Écosse
- Turquie

Amérique du Nord, centrale et caraïbes
- Mexique

Amérique du Sud
- Brésil
- Uruguay (champion du monde 1950)

Asie
- Corée du Sud

## Compétition

### Résumé
L'équipe de Hongrie, dite le onze d'or, est annoncée comme la grande favorite du tournoi. La formation composée de stars telles Ferenc Puskás, Nándor Hidegkuti, Sándor Kocsis et autres Gyula Grosics est en effet championne olympique en 1952, invaincue depuis quatre ans,  et vient de battre par deux fois l'équipe anglaise, dont le fameux 6-3 à Wembley, ce qui ne manque pas d'impressionner les observateurs.
Les Magyars passent le premier tour facilement, infligeant même un sévère 8-3 à l'équipe allemande. Mais l'entraîneur allemand, Sepp Herberger, considérant le match comme perdu d'avance, aligne une équipe composée surtout de réservistes. Sous la vigueur des tacles allemands, la vedette Puskás sort blessée de cette rencontre et manque les parties suivantes.
Le quart de finale face au Brésil est bien plus dur pour les hommes de Gusztáv Sebes. Dominés au niveau du jeu, les Brésiliens produisent un jeu de plus en plus agressif, souvent à la limite de la régularité. Mais ils ne peuvent empêcher la victoire hongroise. La demi-finale face à l'Uruguay, si elle est bien plus régulière au niveau du jeu, est tout aussi éprouvante pour les joueurs dirigés par l'entraîneur Sebes qui exige d'eux le maximum à chaque match. Face au champion sortant qui n'a jamais perdu une rencontre de Coupe du monde jusque là et qui livre une opposition de très haut niveau, les Hongrois doivent puiser dans leurs réserves pour faire la différence dans les prolongations.
De l'autre côté, l'Allemagne, s'étant qualifiée dans le match d'appui face à la Turquie, connaît un parcours bien plus facile en quart de finale et en demi-finale, éliminant respectivement une équipe de Yougoslavie décevante (2-0) et une équipe d'Autriche abordable (6-1). Les Allemands se présentent donc en meilleure condition physique et mieux préparés aux conditions météo qui leur seront favorables le jour de la finale.
La pluie qui tombe sur le Stade du Wankdorf de Berne l'après-midi du 4 juillet 1954 n'avantage pas le jeu hongrois. L'équipe de Hongrie, comptant à nouveau Puskás dans ses rangs, prend pourtant rapidement l'avantage et mène 2-0 après huit minutes. Mais le onze allemand réduit le score dans les minutes qui suivent, puis Helmut Rahn, l'un des deux héros allemands de la finale avec le gardien Anton Turek, égalise après 18 minutes. La rencontre s'équilibre, les joueurs hongrois sont émoussés et mis également en difficulté par l'état d'un terrain qui ne favorise pas leur jeu technique. Ils manquent surtout de réussite dans leurs offensives, touchant le cadre à plusieurs reprises. Les Allemands arrivent aussi à porter régulièrement le danger devant les cages hongroises et finalement c'est à nouveau Rahn qui trouve la brèche et marque le 3-2 à cinq minutes de la fin. Dans les ultimes minutes, Puskás pense égaliser mais son but est annulé pour hors-jeu. Les Allemands sont sacrés champions du monde.
À l'issue du tournoi, les joueurs hongrois sont ramenés au pays en discrétion, afin de leur éviter la confrontation avec les supporters déçus. Désigné comme bouc émissaire par les officiels, le gardien Grosics est écarté de la sélection nationale pour deux ans. Les stars, très cotées à l'étranger, profiteront de matches de Coupe d'Europe pour quitter la Hongrie en 1956, lors de l'insurrection de Budapest[réf. nécessaire], tels Puskás qui rejoindra le Real Madrid ou Kocsis le FC Barcelone.
Les vainqueurs allemands sont célébrés à leur retour, dès le passage de la frontière. Mais presque tous, à l'exception de Fritz Walter et de Rahn, retombent dans un certain anonymat dans les années qui suivent, certains ayant pris peu après leur retraite sportive. La formation qui a gagné la finale de Berne ne rejouera plus qu'un seul match, de gala en 1967.
Le parcours victorieux de l'équipe d'Allemagne a inspiré le film Le Miracle de Berne (2003) de Sönke Wortmann.

### Premier tour
Le premier tour, joué en groupes (quatre poules de quatre), a vu l'application d'une formule originale, basée sur les « têtes de série », qui n'aura lieu que lors de cette édition 1954. Chacune des 4 poules comporte en effet 2 équipes tête de série (désignées par la FIFA selon leur classement par les résultats en matchs officiels et amicaux). Les 2 têtes de série (qui ne s'affrontent pas entre elles) jouent contre les deux autres équipes (qui ne s'affrontent pas non plus entre elles). Ce n'est qu'en cas d'égalité de points pour une place qualificative à l'issue des deux journées que les équipes peuvent être amenées à s'affronter au cours d'un match d'appui.
Les nations têtes de série ont été choisies avant le tirage au sort de la phase finale de la Coupe du monde qui a eu lieu le 30 novembre 1953, soit bien avant la fin des qualifications. Ainsi, au moment du tirage la moitié seulement des participants était déjà connue. Cinq des huit têtes de série désignées étaient déjà qualifiées ou assurées de l'être (Uruguay, Autriche, Hongrie, France et Angleterre), et deux autres obtiendront facilement leur ticket en début d'année 1954 (Italie et Brésil). Restait l'Espagne, choisie comme tête de série en raison de sa quatrième place en 1950, qui rencontra des difficultés face à l'unique adversaire de son groupe éliminatoire. Après une victoire et une défaite contre la Turquie (partage des points sur les deux matchs), l'Espagne a en effet dû jouer un match d’appui contre la Turquie sur terrain neutre. Le match d’appui s'est soldé sur un score de parité après prolongation et n’a pas permis de départager les deux équipes. Un tirage au sort a alors été effectué, envoyant la Turquie à la Coupe du monde « à la place » de l’Espagne.
Les têtes de série :
- groupe 1 :  France et  Brésil ;
- groupe 2 :  Hongrie et  Espagne (remplacée par  Turquie) ;
- groupe 3 :  Uruguay et  Autriche ;
- groupe 4 :  Angleterre et  Italie.

Dans les classements, les noms des équipes tête de série sont suivis d'un astérisque (*), les qualifiés directement après deux matchs sont indiqués en gras.
Autres particularités de ce mondial :
- en cas d'égalité à la fin du temps règlementaire, une prolongation de deux fois quinze minutes est disputée systématiquement. Dans le cadre du premier tour, si le score est toujours de parité à l'issue de la prolongation, le point du match nul est attribué à chacune des deux équipes ;
- la non prise en compte absolue des scores, buts marqués, encaissés, moyenne ou différence, pour départager des équipes se retrouvant à égalité au classement. En cas d'égalité de points pour une place qualificative, un match d'appui est disputé entre les équipes concernées. En cas d'égalité de points à la tête du groupe, un tirage au sort a lieu afin d'attribuer les places respectives des deux qualifiés dans le tableau final.

#### Poule I
Le Brésil se qualifie sans frayeur en laminant le Mexique 5-0 et en concédant un match nul 1-1 après prolongation contre la Yougoslavie. La France ne profite pas de son statut de tête de série. Elle perd contre la Yougoslavie, et sa victoire contre le Mexique ne la sauve pas de l'élimination car les Yougoslaves et les Auriverdes se partagent les points du match nul dans le même temps. À égalité en tête du groupe avec le Brésil, la Yougoslavie est désignée « première » par tirage au sort et se retrouve placée dans la partie basse du tableau des quarts de finale.
| Classement final |             |     |   |   |   |   |    |    |      |
|                  | Équipe      | Pts | J | G | N | P | BP | BC | Diff |
| 1                | Yougoslavie | 3   | 2 | 1 | 1 | 0 | 2  | 1  | +1   |
| 1                | Brésil *    | 3   | 2 | 1 | 1 | 0 | 6  | 1  | +5   |
| 3                | France *    | 2   | 2 | 1 | 0 | 1 | 3  | 3  | 0    |
| 4                | Mexique     | 0   | 2 | 0 | 0 | 2 | 2  | 8  | -6   |

|         |             |     |   |             |
| 16 juin | Yougoslavie | 1   | 0 | France      |
| 16 juin | Brésil      | 5   | 0 | Mexique     |
| 19 juin | Brésil      | 1ap | 1 | Yougoslavie |
| 19 juin | France      | 3   | 2 | Mexique     |

1re journée
| 16 juin 1954                      | Brésil                                                 | 5 - 0 | Mexique | Stade des Charmilles, Genève                           |                                                        |
| 18:00 · Historique des rencontres | Baltasar 23e · Didi 30e · Pinga 34e, 43e · Julinho 69e |       |         | Spectateurs : 13 000 Arbitrage : Paul Raymond Wyssling | Spectateurs : 13 000 Arbitrage : Paul Raymond Wyssling |
| 18:00 · Historique des rencontres | (Rapport)                                              |       |         | Spectateurs : 13 000 Arbitrage : Paul Raymond Wyssling | Spectateurs : 13 000 Arbitrage : Paul Raymond Wyssling |

| 16 juin 1954                      | Yougoslavie     | 1 - 0 | France | Stade Olympique de la Pontaise, Lausanne            |                                                     |
| 18:00 · Historique des rencontres | Milutinović 15e |       |        | Spectateurs : 27 000 Arbitrage : Benjamin Griffiths | Spectateurs : 27 000 Arbitrage : Benjamin Griffiths |
| 18:00 · Historique des rencontres | (Rapport)       |       |        | Spectateurs : 27 000 Arbitrage : Benjamin Griffiths | Spectateurs : 27 000 Arbitrage : Benjamin Griffiths |

2e journée
| 19 juin 1954                      | Brésil    | 1 - 1 a. p. | Yougoslavie | Stade Olympique de la Pontaise, Lausanne           |                                                    |
| 17:00 · Historique des rencontres | Didi 69e  |             | Zebec 48e   | Spectateurs : 40 000 Arbitrage : Charlie Faultless | Spectateurs : 40 000 Arbitrage : Charlie Faultless |
| 17:00 · Historique des rencontres | (Rapport) |             |             | Spectateurs : 40 000 Arbitrage : Charlie Faultless | Spectateurs : 40 000 Arbitrage : Charlie Faultless |

| 19 juin 1954                      | France                                                  | 3 - 2 | Mexique                     | Stade des Charmilles, Genève                          |                                                       |
| 17:10 · Historique des rencontres | Jean Vincent 19e · Cárdenas 49e (csc) · Kopa 88e (pen.) |       | Lamadrid 54e · Balcázar 85e | Spectateurs : 19 000 Arbitrage : Manuel Asensi Martin | Spectateurs : 19 000 Arbitrage : Manuel Asensi Martin |
| 17:10 · Historique des rencontres | (Rapport)                                               |       |                             | Spectateurs : 19 000 Arbitrage : Manuel Asensi Martin | Spectateurs : 19 000 Arbitrage : Manuel Asensi Martin |

#### Poule II
Le Onze d'or Hongrois écrase les néophytes coréens 9-0 et les Allemands 8-3. Les Allemands et les Turcs gagnent chacun une fois, ce qui les met à égalité de points. Un match d'appui remporté sans surprise par la Mannschaft qui avait déjà surclassé la Turquie quelques jours plus tôt permet ainsi de les départager.
| Classement final |                      |     |   |   |   |   |    |    |      |
|                  | Équipe               | Pts | J | G | N | P | BP | BC | Diff |
| 1                | Hongrie *            | 4   | 2 | 2 | 0 | 0 | 17 | 3  | +14  |
| 2                | Allemagne de l'Ouest | 2   | 2 | 1 | 0 | 1 | 7  | 9  | -2   |
| 3                | Turquie *            | 2   | 2 | 1 | 0 | 1 | 8  | 4  | +4   |
| 4                | Corée du Sud         | 0   | 2 | 0 | 0 | 2 | 0  | 16 | -16  |

| 17 juin       | Hongrie              | 9 | 0 | Corée du Sud         |
| 17 juin       | Allemagne de l'Ouest | 4 | 1 | Turquie              |
| 20 juin       | Hongrie              | 8 | 3 | Allemagne de l'Ouest |
| 20 juin       | Turquie              | 7 | 0 | Corée du Sud         |
| Match d'appui |                      |   |   |                      |
| 23 juin       | Allemagne de l'Ouest | 7 | 2 | Turquie              |

1re journée
| 17 juin 1954                      | Allemagne de l'Ouest                                  | 4 - 1 | Turquie | Stade du Wankdorf, Berne                              |                                                       |
| 18:00 · Historique des rencontres | Schäfer 14e · Klodt 52e · O. Walter 60e · Morlock 84e |       | Suat 2e | Spectateurs : 39 000 Arbitrage : José Vieira da Costa | Spectateurs : 39 000 Arbitrage : José Vieira da Costa |
| 18:00 · Historique des rencontres | (Rapport)                                             |       |         | Spectateurs : 39 000 Arbitrage : José Vieira da Costa | Spectateurs : 39 000 Arbitrage : José Vieira da Costa |

| 17 juin 1954                      | Hongrie                                                                             | 9 - 0 | Corée du Sud | Stade du Hardturm, Zurich                         |                                                   |
| 18:00 · Historique des rencontres | Puskás 12e, 89e · Lantos 18e · Kocsis 24e, 36e, 50e · Czibor 59e · Palotás 75e, 83e |       |              | Spectateurs : 18 000 Arbitrage : Raymond Vincenti | Spectateurs : 18 000 Arbitrage : Raymond Vincenti |
| 18:00 · Historique des rencontres | (Rapport)                                                                           |       |              | Spectateurs : 18 000 Arbitrage : Raymond Vincenti | Spectateurs : 18 000 Arbitrage : Raymond Vincenti |

2e journée
| 20 juin 1954                      | Hongrie                                                                  | 8 - 3 | Allemagne de l'Ouest                | Stade Saint-Jacques, Bâle                     |                                               |
| 16:50 · Historique des rencontres | Kocsis 3e, 21e, 67e, 78e · Puskás 17e · Hidegkuti 50e, 54e · J. Tóth 73e |       | Pfaff 25e · Rahn 77e · Herrmann 81e | Spectateurs : 65 000 Arbitrage : William Ling | Spectateurs : 65 000 Arbitrage : William Ling |
| 16:50 · Historique des rencontres | (Rapport)                                                                |       |                                     | Spectateurs : 65 000 Arbitrage : William Ling | Spectateurs : 65 000 Arbitrage : William Ling |

| 20 juin 1954                      | Turquie                                                      | 7 - 0 | Corée du Sud | Stade des Charmilles, Genève                   |                                                |
| 17:00 · Historique des rencontres | Suat 10e, 30e · Lefter 24e · Burhan 37e, 64e, 70e · Erol 76e |       |              | Spectateurs : 3 000 Arbitrage : Esteban Marino | Spectateurs : 3 000 Arbitrage : Esteban Marino |
| 17:00 · Historique des rencontres | (Rapport)                                                    |       |              | Spectateurs : 3 000 Arbitrage : Esteban Marino | Spectateurs : 3 000 Arbitrage : Esteban Marino |

Match d'appui
| 23 juin 1954                      | Allemagne de l'Ouest                                                    | 7 - 2 | Turquie                  | Stade du Hardturm, Zurich                         |                                                   |
| 18:00 · Historique des rencontres | O. Walter 7e · Schäfer 12e, 79e · Morlock 30e, 60e, 77e · F. Walter 62e |       | Mustafa 21e · Lefter 82e | Spectateurs : 18 000 Arbitrage : Raymond Vincenti | Spectateurs : 18 000 Arbitrage : Raymond Vincenti |
| 18:00 · Historique des rencontres | (Rapport)                                                               |       |                          | Spectateurs : 18 000 Arbitrage : Raymond Vincenti | Spectateurs : 18 000 Arbitrage : Raymond Vincenti |

#### Poule III
Le champion sortant uruguayen gagne tous ses matchs (2-0 contre les Tchécoslovaques et 7-0 contre l'Écosse, dont c'est la première participation après son forfait 4 ans plus tôt). L'Autriche réalise le même exploit mais sur des scores différents (1-0 contre l'Écosse et 5-0 contre la Tchécoslovaquie). Les deux qualifiés n'ont réalisé que des victoires sans se rencontrer (étant donné leur statut de tête de série) et ont gardé leurs cages inviolées. À égalité de points avec l'Uruguay, l'Autriche est désignée « première » du groupe par tirage au sort et se retrouve placée dans la partie basse du tableau des quarts de finale.
| Classement final |                 |     |   |   |   |   |    |    |      |
|                  | Équipe          | Pts | J | G | N | P | BP | BC | Diff |
| 1                | Autriche *      | 4   | 2 | 2 | 0 | 0 | 6  | 0  | +6   |
| 1                | Uruguay *       | 4   | 2 | 2 | 0 | 0 | 9  | 0  | +9   |
| 3                | Tchécoslovaquie | 0   | 2 | 0 | 0 | 2 | 0  | 7  | -7   |
| 4                | Écosse          | 0   | 2 | 0 | 0 | 2 | 0  | 8  | -8   |

|         |          |   |   |                 |
| 16 juin | Autriche | 1 | 0 | Écosse          |
| 16 juin | Uruguay  | 2 | 0 | Tchécoslovaquie |
| 19 juin | Autriche | 5 | 0 | Tchécoslovaquie |
| 19 juin | Uruguay  | 7 | 0 | Écosse          |

1re journée
| 16 juin 1954                      | Uruguay                     | 2 - 0 | Tchécoslovaquie | Stade du Wankdorf, Berne                      |                                               |
| 18:00 · Historique des rencontres | Míguez 72e · Schiaffino 81e |       |                 | Spectateurs : 20 500 Arbitrage : Arthur Ellis | Spectateurs : 20 500 Arbitrage : Arthur Ellis |
| 18:00 · Historique des rencontres | (Rapport)                   |       |                 | Spectateurs : 20 500 Arbitrage : Arthur Ellis | Spectateurs : 20 500 Arbitrage : Arthur Ellis |

| 16 juin 1954                      | Autriche   | 1 - 0 | Écosse | Stade du Hardturm, Zurich                        |                                                  |
| 18:00 · Historique des rencontres | Probst 33e |       |        | Spectateurs : 30 000 Arbitrage : Laurent Franken | Spectateurs : 30 000 Arbitrage : Laurent Franken |
| 18:00 · Historique des rencontres | (Rapport)  |       |        | Spectateurs : 30 000 Arbitrage : Laurent Franken | Spectateurs : 30 000 Arbitrage : Laurent Franken |

2e journée
| 19 juin 1954                      | Uruguay                                                   | 7 - 0 | Écosse | Stade Saint-Jacques, Bâle                           |                                                     |
| 16:50 · Historique des rencontres | Borges 17e, 47e, 57e · Míguez 30e, 83e · Abbadie 54e, 85e |       |        | Spectateurs : 43 000 Arbitrage : Vincenzo Orlandini | Spectateurs : 43 000 Arbitrage : Vincenzo Orlandini |
| 16:50 · Historique des rencontres | (Rapport)                                                 |       |        | Spectateurs : 43 000 Arbitrage : Vincenzo Orlandini | Spectateurs : 43 000 Arbitrage : Vincenzo Orlandini |

| 19 juin 1954                      | Autriche                                | 5 - 0 | Tchécoslovaquie | Stade du Hardturm, Zurich                        |                                                  |
| 17:00 · Historique des rencontres | Stojaspal 3e, 70e · Probst 4e, 21e, 24e |       |                 | Spectateurs : 25 000 Arbitrage : Vasa Stefanović | Spectateurs : 25 000 Arbitrage : Vasa Stefanović |
| 17:00 · Historique des rencontres | (Rapport)                               |       |                 | Spectateurs : 25 000 Arbitrage : Vasa Stefanović | Spectateurs : 25 000 Arbitrage : Vasa Stefanović |

#### Poule IV
Il s'agit de la seule poule de quatre équipes de premier tour d’une Coupe du monde à comporter des équipes d'un seul et même continent, l'Europe. La Suisse bat l'Italie et l'Angleterre réalise un bon nul après prolongation 4-4 contre la Belgique. Puis la Belgique est battue par l'Italie et l'Angleterre bat la Suisse. Résultat : avec une victoire et une défaite chacun, la Suisse et l'Italie doivent se départager en match d'appui. La Suisse l'emporte à nouveau contre l'Italie et se qualifie.
| Classement final |              |     |   |   |   |   |    |    |      |
|                  | Équipe       | Pts | J | G | N | P | BP | BC | Diff |
| 1                | Angleterre * | 3   | 2 | 1 | 1 | 0 | 6  | 4  | +2   |
| 2                | Suisse       | 2   | 2 | 1 | 0 | 1 | 2  | 3  | -1   |
| 3                | Italie *     | 2   | 2 | 1 | 0 | 1 | 5  | 3  | +2   |
| 4                | Belgique     | 1   | 2 | 0 | 1 | 1 | 5  | 8  | -3   |

| 17 juin       | Belgique   | 4 | 4 ap | Angleterre |
| 17 juin       | Suisse     | 2 | 1    | Italie     |
| 20 juin       | Angleterre | 2 | 0    | Suisse     |
| 20 juin       | Italie     | 4 | 1    | Belgique   |
| Match d'appui |            |   |      |            |
| 23 juin       | Suisse     | 4 | 1    | Italie     |

1re journée
| 17 juin 1954                      | Suisse                  | 2 - 1 | Italie        | Stade olympique de la Pontaise, Lausanne                |                                                         |
| 17:50 · Historique des rencontres | Ballaman 18e · Hügi 78e |       | Boniperti 44e | Spectateurs : 43 000 Arbitrage : Mario Gonçalves Vianna | Spectateurs : 43 000 Arbitrage : Mario Gonçalves Vianna |
| 17:50 · Historique des rencontres | (Rapport)               |       |               | Spectateurs : 43 000 Arbitrage : Mario Gonçalves Vianna | Spectateurs : 43 000 Arbitrage : Mario Gonçalves Vianna |

| 17 juin 1954                      | Angleterre                            | 4 - 4 a. p. | Belgique                                          | Stade Saint-Jacques, Bâle                       |                                                 |
| 18:10 · Historique des rencontres | Broadis 26e, 63e · Lofthouse 36e, 91e |             | Anoul 5e, 71e · Coppens 67e · Dickinson 94e (csc) | Spectateurs : 40 000 Arbitrage : Emil Schmetzer | Spectateurs : 40 000 Arbitrage : Emil Schmetzer |
| 18:10 · Historique des rencontres | (Rapport)                             |             |                                                   | Spectateurs : 40 000 Arbitrage : Emil Schmetzer | Spectateurs : 40 000 Arbitrage : Emil Schmetzer |

2e journée
| 20 juin 1954                      | Italie                                                         | 4 - 1 | Belgique  | Stade Cornaredo, Lugano                             |                                                     |
| 17:00 · Historique des rencontres | Pandolfini 41e (pen.) · Galli 48e · Frignani 58e · Lorenzi 78e |       | Anoul 81e | Spectateurs : 26 000 Arbitrage : Carl Erich Steiner | Spectateurs : 26 000 Arbitrage : Carl Erich Steiner |
| 17:00 · Historique des rencontres | (Rapport)                                                      |       |           | Spectateurs : 26 000 Arbitrage : Carl Erich Steiner | Spectateurs : 26 000 Arbitrage : Carl Erich Steiner |

| 20 juin 1954                      | Angleterre               | 2 - 0 | Suisse | Stade du Wankdorf, Berne                      |                                               |
| 17:10 · Historique des rencontres | Mullen 43e · Wilshaw 69e |       |        | Spectateurs : 43 500 Arbitrage : István Zsolt | Spectateurs : 43 500 Arbitrage : István Zsolt |
| 17:10 · Historique des rencontres | (Rapport)                |       |        | Spectateurs : 43 500 Arbitrage : István Zsolt | Spectateurs : 43 500 Arbitrage : István Zsolt |

Match d'appui
| 23 juin 1954                      | Suisse                                   | 4 - 1 | Italie    | Stade Saint-Jacques, Bâle                           |                                                     |
| 18:00 · Historique des rencontres | Hügi 14e 85e · Ballaman 48e · Fatton 90e |       | Nesti 67e | Spectateurs : 30 000 Arbitrage : Benjamin Griffiths | Spectateurs : 30 000 Arbitrage : Benjamin Griffiths |
| 18:00 · Historique des rencontres | (Rapport)                                |       |           | Spectateurs : 30 000 Arbitrage : Benjamin Griffiths | Spectateurs : 30 000 Arbitrage : Benjamin Griffiths |

### Tableau final
En quart de finale (dans l'ordre du tableau qui suit) les premiers des groupes 2, 4, 1 et 3 affrontent respectivement les seconds des groupes 1, 3, 2 et 4.
|  | Quarts de finale     | Quarts de finale     |                      |                    | Demi-finales           | Demi-finales           |   |  | Finale            | Finale            |
|  | Quarts de finale     | Quarts de finale     |                      |                    | Demi-finales           | Demi-finales           |   |  | Finale            | Finale            |
|  |                      |                      |                      |                    |                        |                        |   |  |                   |                   |
|  | 27 juin / Berne      | 27 juin / Berne      |                      |                    | 30 juin / Lausanne     | 30 juin / Lausanne     |   |  | 4 juillet / Berne | 4 juillet / Berne |
|  | 27 juin / Berne      | 27 juin / Berne      |                      |                    | 30 juin / Lausanne     | 30 juin / Lausanne     |   |  | 4 juillet / Berne | 4 juillet / Berne |
|  | Brésil               | 2                    |                      |                    | 30 juin / Lausanne     | 30 juin / Lausanne     |   |  | 4 juillet / Berne | 4 juillet / Berne |
|  | Brésil               | 2                    |                      |                    | 30 juin / Lausanne     | 30 juin / Lausanne     |   |  | 4 juillet / Berne | 4 juillet / Berne |
|  | Hongrie              | 4                    |                      |                    | 30 juin / Lausanne     | 30 juin / Lausanne     |   |  | 4 juillet / Berne | 4 juillet / Berne |
|  | Hongrie              | 4                    | Hongrie              | 4 ap               |                        |                        |   |  | 4 juillet / Berne | 4 juillet / Berne |
|  | 26 juin / Bâle       |                      | Hongrie              | 4 ap               |                        |                        |   |  | 4 juillet / Berne | 4 juillet / Berne |
|  |                      | Uruguay              | 2                    |                    |                        |                        |   |  | 4 juillet / Berne | 4 juillet / Berne |
|  | Uruguay              | Uruguay              | 2                    | 4                  |                        |                        |   |  | 4 juillet / Berne | 4 juillet / Berne |
|  | Uruguay              |                      |                      | 4                  |                        |                        |   |  | 4 juillet / Berne | 4 juillet / Berne |
|  | Angleterre           | 2                    |                      |                    |                        |                        |   |  | 4 juillet / Berne | 4 juillet / Berne |
|  | Angleterre           | 2                    | Hongrie              | 2                  |                        |                        |   |  |                   |                   |
|  | 27 juin / Genève     |                      | Hongrie              | 2                  |                        |                        |   |  |                   |                   |
|  |                      | Allemagne de l'Ouest | 3                    |                    |                        |                        |   |  |                   |                   |
|  | Yougoslavie          | Allemagne de l'Ouest | 3                    | 0                  |                        |                        |   |  |                   |                   |
|  | Yougoslavie          | 30 juin / Bâle       |                      | 0                  |                        |                        |   |  |                   |                   |
|  | Allemagne de l'Ouest | 2                    |                      |                    |                        |                        |   |  |                   |                   |
|  | Allemagne de l'Ouest | 2                    | Allemagne de l'Ouest | 6                  |                        |                        |   |  |                   |                   |
|  | 26 juin / Lausanne   | 26 juin / Lausanne   | Allemagne de l'Ouest | 6                  | Match pour la 3e place | Match pour la 3e place |   |  |                   |                   |
|  | 26 juin / Lausanne   | 26 juin / Lausanne   |                      | Autriche           | Match pour la 3e place | Match pour la 3e place | 1 |  |                   |                   |
|  | Autriche             | 7                    | 3 juillet / Zürich   | 3 juillet / Zürich |                        |                        | 1 |  |                   |                   |
|  | Autriche             | 7                    | 3 juillet / Zürich   | 3 juillet / Zürich |                        |                        |   |  |                   |                   |
|  | Suisse               | 5                    |                      | Uruguay            | 1                      |                        |   |  |                   |                   |
|  | Suisse               | 5                    |                      | Uruguay            | 1                      |                        |   |  |                   |                   |
|  |                      |                      |                      |                    |                        |                        |   |  | Autriche          | 3                 |
|  |                      |                      |                      |                    |                        |                        |   |  | Autriche          | 3                 |

#### Quarts de finale
Ce match reste actuellement le plus prolifique en buts de l'histoire de la Coupe du monde, avec un total de 12 buts, dont un doublé et un triplé de chaque côté. Tous les buts ont été inscrits avant le dernier quart d'heure et après le premier. L'Autriche se qualifie pour les demi-finales pour la deuxième fois en deux participations (à la suite du forfait de 1938), vingt ans après la Wunderteam de 1934.
| 26 juin 1954                      | Autriche                                                         | 7 - 5   | Suisse                              | Stade olympique de la Pontaise, Lausanne           |                                                    |
| 17:00 · Historique des rencontres | Wagner 25e 27e 53e · A. Körner 26e 34e · Ocwirk 32e · Probst 76e | (5 - 4) | Ballaman 16e 39e · Hügi 17e 19e 60e | Spectateurs : 35 000 Arbitrage : Charlie Faultless | Spectateurs : 35 000 Arbitrage : Charlie Faultless |
| 17:00 · Historique des rencontres | (Rapport)                                                        |         |                                     | Spectateurs : 35 000 Arbitrage : Charlie Faultless | Spectateurs : 35 000 Arbitrage : Charlie Faultless |

Le champion sortant bat brillamment une très bonne équipe d'Angleterre. La Céleste atteint le dernier carré pour la troisième fois en trois participations.
| 26 juin 1954                      | Uruguay                                               | 4 - 2   | Angleterre                 | Stade Saint-Jacques, Bâle                           |                                                     |
| 17:00 · Historique des rencontres | Borges 5e · Varela 39e · Schiaffino 46e · Ambrois 78e | (2 - 1) | Lofthouse 16e · Finney 67e | Spectateurs : 35 000 Arbitrage : Carl Erich Steiner | Spectateurs : 35 000 Arbitrage : Carl Erich Steiner |
| 17:00 · Historique des rencontres | (Rapport)                                             |         |                            | Spectateurs : 35 000 Arbitrage : Carl Erich Steiner | Spectateurs : 35 000 Arbitrage : Carl Erich Steiner |

Le parcours du Onze d'Or passe par le Brésil, vice-champion sortant, et les Hongrois sortent logiquement vainqueurs. Ce match appelé Bataille de Berne est marqué pour sa tension.
| 27 juin 1954                      | Brésil                                 | 2 - 4   | Hongrie                                          | Stade du Wankdorf, Berne                      |                                               |
| 17:00 · Historique des rencontres | Djalma Santos 18e (pen.) · Julinho 65e | (1 - 2) | Hidegkuti 4e · Kocsis 7e 88e · Lantos 60e (pen.) | Spectateurs : 60 000 Arbitrage : Arthur Ellis | Spectateurs : 60 000 Arbitrage : Arthur Ellis |
| 17:00 · Historique des rencontres | (Report)                               |         |                                                  | Spectateurs : 60 000 Arbitrage : Arthur Ellis | Spectateurs : 60 000 Arbitrage : Arthur Ellis |

Les Allemands continuent d'impressionner les foules en battant les Yougoslaves par 2 buts à 0.
| 27 juin 1954                      | Yougoslavie | 0 - 2   | Allemagne de l'Ouest       | Stade des Charmilles, Genève                  |                                               |
| 17:00 · Historique des rencontres |             | (0 - 1) | Horvat 9e (csc) · Rahn 85e | Spectateurs : 20 000 Arbitrage : István Zsolt | Spectateurs : 20 000 Arbitrage : István Zsolt |
| 17:00 · Historique des rencontres | (Rapport)   |         |                            | Spectateurs : 20 000 Arbitrage : István Zsolt | Spectateurs : 20 000 Arbitrage : István Zsolt |

#### Demi-finales
La demi-finale entre le tenant du titre, l'Uruguay, toujours invaincu en phase finale de Coupe du monde, et la Hongrie, grande favorite, est l'"affiche" du dernier carré. Cette finale avant la lettre entre les deux équipes qui ont produit le meilleur football jusque là dans la compétition tient toutes ses promesses. Longtemps menés par des Hongrois magnifiques, puis revenus au score à la fin du temps règlementaire, les Uruguayens se montrent enfin dominateurs en début de prolongation mais laissent passer leur chance en ne concrétisant pas leurs occasions (dont un tir sur le poteau d'Hohberg). C'est finalement Sandor Kocsis, futur meilleur buteur du tournoi, qui force la décision pour la Hongrie par deux coups de tête imparables en fin de prolongation, permettant aux hongrois de devenir la troisième nation à disputer deux finales, après l'Uruguay (1930 et 1950) et l'Italie (1934 et 1938). Cette demi-finale est considérée par les connaisseurs comme l'un des plus grands matchs de l'histoire de la Coupe du monde,.
| 30 juin 1954                      | Hongrie                                        | 4 - 2 a.p.            | Uruguay          | Stade Olympique de la Pontaise, Lausanne            |                                                     |
| 18:00 · Historique des rencontres | Czibor 13e · Hidegkuti 46e · Kocsis 111e, 116e | (1 - 0, 2 - 2, 2 - 2) | Hohberg 75e, 86e | Spectateurs : 37 000 Arbitrage : Benjamin Griffiths | Spectateurs : 37 000 Arbitrage : Benjamin Griffiths |
| 18:00 · Historique des rencontres | (Rapport)                                      |                       |                  | Spectateurs : 37 000 Arbitrage : Benjamin Griffiths | Spectateurs : 37 000 Arbitrage : Benjamin Griffiths |

Lors de ce qu'on pourrait appeler un "derby germanique", les Allemands, moins impressionnants que les Autrichiens jusqu'alors, confirment leur montée en puissance et sortent vainqueurs sur un score fleuve. La Mannschaft accède à sa première finale mondiale (qui ne sera pas la dernière).
| 30 juin 1954                      | Allemagne de l'Ouest                                                             | 6 - 1   | Autriche   | Stade Saint-Jacques, Bâle                           |                                                     |
| 18:00 · Historique des rencontres | Schäfer 31e · Morlock 47e · F. Walter 54e (pen.), 64e (pen.) · O. Walter 61e 89e | (1 - 0) | Probst 51e | Spectateurs : 58 000 Arbitrage : Vincenzo Orlandini | Spectateurs : 58 000 Arbitrage : Vincenzo Orlandini |
| 18:00 · Historique des rencontres | (Rapport)                                                                        |         |            | Spectateurs : 58 000 Arbitrage : Vincenzo Orlandini | Spectateurs : 58 000 Arbitrage : Vincenzo Orlandini |

#### Match pour la troisième place
L'Autriche bat une équipe uruguayenne épuisée par une demi-finale de haute intensité et encore sous le choc de sa première défaite. En terminant troisième, l'équipe d'Autriche de 1954 fait mieux que la Wunderteam de 1934, qui avait perdu à ce stade contre l'Allemagne.
| 3 juillet 1954                    | Uruguay     | 1 - 3   | Autriche                                           | Stade du Hardturm, Zurich                              |                                                        |
| 17:00 · Historique des rencontres | Hohberg 22e | (1 - 1) | Stojaspal 16e (pen.) · Cruz 59e (csc) · Ocwirk 89e | Spectateurs : 32 000 Arbitrage : Paul Raymond Wyssling | Spectateurs : 32 000 Arbitrage : Paul Raymond Wyssling |
| 17:00 · Historique des rencontres | (Rapport)   |         |                                                    | Spectateurs : 32 000 Arbitrage : Paul Raymond Wyssling | Spectateurs : 32 000 Arbitrage : Paul Raymond Wyssling |

#### Finale
Le miracle de Berne voit les Allemands triompher à la surprise générale des grands favoris Hongrois. Ces derniers semblaient pourtant avoir fait le plus dur en venant à bout des coriaces équipes sud-américaines en quart et en demi-finale. Les Hongrois, qui avaient étrillé cette même RFA 8 à 3 au premier tour du tournoi, ont certes à nouveau ouvert le score, mais ça n'a pas suffi. Quatre des cinq buts du match sont inscrits dans les vingt premières minutes, et le dernier but en toute fin de partie. Dans les derniers instants du match, Ferenc Puskás pense égaliser pour la Hongrie, mais l'arbitre refuse son but pour hors-jeu. C'est la première défaite de l'équipe d'or depuis 31 matchs et quatre ans.
Les conditions météorologiques le jour de la finale ne sont sans doute pas étrangères au résultat surprise. En effet, la Nationalmannschaft a été avantagée grâce à des chaussures à crampons vissés d'Adi Dassler (Adidas) dont étaient équipés ses joueurs. Le déluge qui s'est abattu sur Berne a fait basculer le destin. En rendant le terrain trop lourd, il handicapa fortement le jeu léché des Hongrois à la technique supérieure, et favorisa ainsi celui des Allemands qui avaient de bien meilleurs appuis.
En octobre 2010, une étude universitaire allemande révèle en outre que les champions du monde auraient pris de la pervitine, aussi couramment connue sous le nom de la « drogue du soldat »,,,,. La pervitine n'était cependant pas interdite à l'époque, mais d'étranges maladies se déclarèrent chez certains champions du monde après la compétition. Pourtant les joueurs ont expliqué qu'ils pensaient prendre de la Vitamine C (il y a d'ailleurs une histoire analogue avec l'équipe d'Algérie lors de la coupe du monde 1982).
| 4 juillet 1954 15h00      | Allemagne de l'Ouest                                           | 3 - 2   | Hongrie                         | Stade du Wankdorf, Berne                                            |                                                                     |
| Historique des rencontres | ( Rahn) Morlock 10e · ( Walter) Rahn 18e · ( Schäfer) Rahn 84e | (2 - 2) | 6e Puskás (Kocsis ) · 8e Czibor | Spectateurs : 65 000 · Arbitrage : William Ling · Photos du match · | Spectateurs : 65 000 · Arbitrage : William Ling · Photos du match · |
| Historique des rencontres | (Rapport)                                                      |         |                                 | Spectateurs : 65 000 · Arbitrage : William Ling · Photos du match · | Spectateurs : 65 000 · Arbitrage : William Ling · Photos du match · |

|  | Titulaires : Anton Turek Josef Posipal Werner Kohlmeyer Horst Eckel Werner Liebrich Karl Mai Helmut Rahn Maximilian Morlock Ottmar Walter Fritz Walter Hans Schäfer Entraîneur : Sepp Herberger | Finale de la Coupe du monde 1954 |  | Titulaires : Gyula Grosics Jenő Buzánszky Mihály Lantos József Bozsik Gyula Lóránt József Zakariás Zoltán Czibor Sándor Kocsis Nándor Hidegkuti Ferenc Puskás Mihaly Tóth Entraîneur : Gusztáv Sebes |

## Buteurs
11 buts :
- Sándor Kocsis

6 buts :
- Erich Probst
- Max Morlock
- Josef Hügi

4 buts :
- Helmut Rahn
- Hans Schäfer
- Ottmar Walter
- Nándor Hidegkuti
- Ferenc Puskás
- Robert Ballaman
- Carlos Borges

3 buts :
- Ernst Stojaspal
- Theodor Wagner
- Léopold Anoul
- Nat Lofthouse
- Fritz Walter
- Zoltán Czibor
- Burhan Sargun
- Suat Mamat
- Juan Hohberg
- Oscar Míguez

2 buts :
- Alfred Körner
- Ernst Ocwirk
- Didi
- Julinho
- Pinga
- Ivor Broadis
- Mihály Lantos
- Péter Palotás
- Lefter Küçükandonyadis
- Julio Abbadie
- Juan Alberto Schiaffino

1 but :
- Henri Coppens
- Baltazar
- Djalma Santos
- Tom Finney
- Jimmy Mullen
- Dennis Wilshaw
- Raymond Kopa
- Jean Vincent
- Richard Herrmann
- Bernhard Klodt
- Alfred Pfaff
- József Tóth
- Giampiero Boniperti
- Amleto Frignani
- Carlo Galli
- Benito Lorenzi
- Fulvio Nesti
- Egisto Pandolfini
- Tomás Balcázar
- José Luis Lamadrid
- Jacques Fatton
- Mustafa Ertan
- Erol Keskin
- Javier Ambrois
- Obdulio Varela
- Miloš Milutinović
- Branko Zebec

But contre son camp :
- Jimmy Dickinson (pour la Belgique)
- Raúl Cárdenas (pour la France)
- Luis Cruz (pour l'Autriche)
- Ivica Horvat (pour l'Allemagne)

## Classement des équipes
À l'origine, les équipes ayant participé à cette Coupe du monde n'étaient pas classées. Cependant, en 1986, la FIFA établit rétroactivement un classement final de chaque Coupe du monde, basé sur la progression lors de la compétition, le nombre de matchs gagnés, la différence de buts puis enfin sur le nombre de buts marqués.
| Place              | Sélection            | Stade           |
| ------------------ | -------------------- | --------------- |
| Médaille d'or      | Allemagne de l'Ouest | Vainqueur       |
| Médaille d'argent  | Hongrie              | Finale          |
| Médaille de bronze | Autriche             | Demi-finale     |
| 4                  | Uruguay              | Demi-finale     |
| 5                  | Brésil               | Quart de finale |
| 6                  | Angleterre           | Quart de finale |
| 7                  | Yougoslavie          | Quart de finale |
| 8                  | Suisse               | Quart de finale |
| 9                  | Turquie              | Premier tour    |
| 10                 | Italie               | Premier tour    |
| 11                 | France               | Premier tour    |
| 12                 | Belgique             | Premier tour    |
| 13                 | Mexique              | Premier tour    |
| 14                 | Tchécoslovaquie      | Premier tour    |
| 15                 | Écosse               | Premier tour    |
| 16                 | Corée du Sud         | Premier tour    |

## Interprétations et postérité
Selon Denis Müller, cette Coupe du monde est considérée comme la fin d'une première période de l'Histoire du football. En outre, elle clôt un « temps des héros fondateurs » dont Ferenc Puskás fut l'un des derniers représentants pour ouvrir un « temps des magiciens, des techniciens et des casseurs ».